# Jean-Michel Saive
Jean-Michel Saive (Liegi, 17 novembre 1969) è un ex tennistavolista belga.
Ha rappresentato il Belgio in 7 edizioni dei Giochi olimpici (è stato alfiere nel 1996 e nel 2004) ed è stato il numero 1 del ranking mondiale per 515 giorni (dal 9 febbraio 1994 all'8 giugno 1995 e dal 26 marzo 1996 al 24 aprile 1996).
È figlio d'arte in tale sport: suo padre era il decimo giocatore nel ranking belga, mentre sua madre ha vinto il campionato di doppio femminile quando era incinta di lui.
All'età di tredici anni Saive è stato il quarto giocatore nel ranking belga e si unì alla squadra nazionale. Nel 1985 è stato classificato miglior giocatore in Belgio, titolo che ha mantenuto fino al 2011 senza interruzione.
Jean-Michel Saive ha vinto un totale di 130 medaglie (51 d'oro, 38 d'argento e 41 di bronzo) in tornei singoli internazionali.
Alcuni dei suoi titoli più importanti sono:
- 1 Campionato Europeo (1994) a Birmingham (Regno Unito)
- 1 Europa "Top 12" (1994) ad Arezzo (Italia)
- 6 Coppe Europee Campionato Club con il suo Club La Villette Charleroi (1994, 1996, 2001, 2002, 2003 e 2004)
- 19 Campionati belgi con il suo Club La Villette Charleroi
- 1 vittoria al Pro Tour mondiale nel 2001
- 2 vittorie al "Qatar Open" (1996 e 2002)

È stato anche vicecampione del mondo individuale nel 1993, finalista in Coppa del Mondo nel 1994 ed è stato finalista al campionato del mondo a squadre con il Belgio nel 2001.
Ha partecipato a sette Giochi olimpici estivi consecutivi dal 1988 (anno in cui il tennistavolo è diventato uno sport olimpico ufficiale a Seoul), al 2012 a Londra. Ai Giochi Olimpici del 1996 e del 2004 è stato il portabandiera della squadra belga. In occasione dei Giochi Olimpici estivi del 2008 era stato deciso che i primi 20 giocatori della classifica ITTF sarebbero stati selezionati per le Olimpiadi. Saive e lo svedese Jörgen Persson risultarono ex aequo in 20ª posizione senza che fosse stata già definita una regola per decidere cosa fare in caso di parità. A questo punto la ITTF decise che fosse necessario giocare un playoff per determinare chi avesse diritto a partecipare alle Olimpiadi. I due giocatori, tuttavia, si rifiutarono di giocare ritenendo che entrambi avessero diritto alla partecipazione. La ITTF quindi ricalcolò la classifica e attribuì a Persson la 20ª posizione e a Saive la 21°. A questo punto, Saive giocò un successivo torneo di qualificazione a Budapest giungendo terzo e acquisendo così il diritto a partecipare alla sua sesta Olimpiade consecutiva. Saive, Persson, e il croato Zoran Primorac, sono stati i primi giocatori di tennistavolo a partecipare a sei edizioni dei Giochi olimpici.
I suoi successi lo hanno reso il miglior giocatore di tennistavolo del Belgio. Egli è anche considerato uno degli atleti più prolifici del Belgio ed è stato eletto Sports Personality of the Year nel 1991 e nel 1994. Jean-Michel Saive è noto per le sue vittorie ma anche per la sua sportività e ha ricevuto il Premio UNESCO del Fair Play nel 1989.
È stato protagonista insieme al giocatore Chuang Chih-Yuan al Tai-Ben International della partita più buffa della storia del tennistavolo.
Si è ritirato dalle competizioni il 4 dicembre 2015.
Anche suo fratello minore Philippe Saive è un giocatore di tennistavolo, anche se di minor successo.